# As-Sanamajn
As-Sanamajn (arab. الصنمين) – miasto w Syrii, w muhafazie Dara. W 2004 roku liczyło 26 268 mieszkańców.